# Prosoplus fergussoni
Prosoplus fergussoni är en skalbaggsart som beskrevs av Stefan von Breuning 1970. Prosoplus fergussoni ingår i släktet Prosoplus och familjen långhorningar. Inga underarter finns listade i Catalogue of Life.